# Centre de psychiatrie et de narcologie de Riga
Le Centre de psychiatrie et de narcologie de Riga (en letton : Rīgas psihiatrijas un narkoloģijas centrs, sigle RPNC) est un hôpital situé dans le quartier de Sarkandaugava à Rīga en Lettonie.

## Présentation
Le Centre de psychiatrie et de narcologie de Riga est le plus grand établissement de traitement psychiatrique et narcologique de Lettonie et le plus ancien des pays baltes, ouvert le 21 septembre 1824.
Le siège social est situé au 2, rue Tvaika, à Riga.
L’objectif stratégique général est de maintenir, d'améliorer et de restaurer la santé mentale de la population, en garantissant la fourniture à la population lettone de services d'urgence et de narcologie de haute qualité, efficaces et axés sur le patient, ainsi que de fournir des examens médico-légaux dans le domaine de la psychiatrie, de la psychologie et de la narcologie et de tous les types d'application de fonds par coercition médicale, tout en maintenant la base clinique pour la formation du personnel médical et en favorisant le développement de la science et de la recherche,.

## Structure
Le RPNC dispose de 3 services de soins ambulatoires :
- Centre de consultation ambulatoire, Tvaika iela 2
- Centre ambulatoire "Pārdaugava", Lermontova iela 1
- Centre ambulatoire "Veldre", Veldres iela 1a

## Galerie

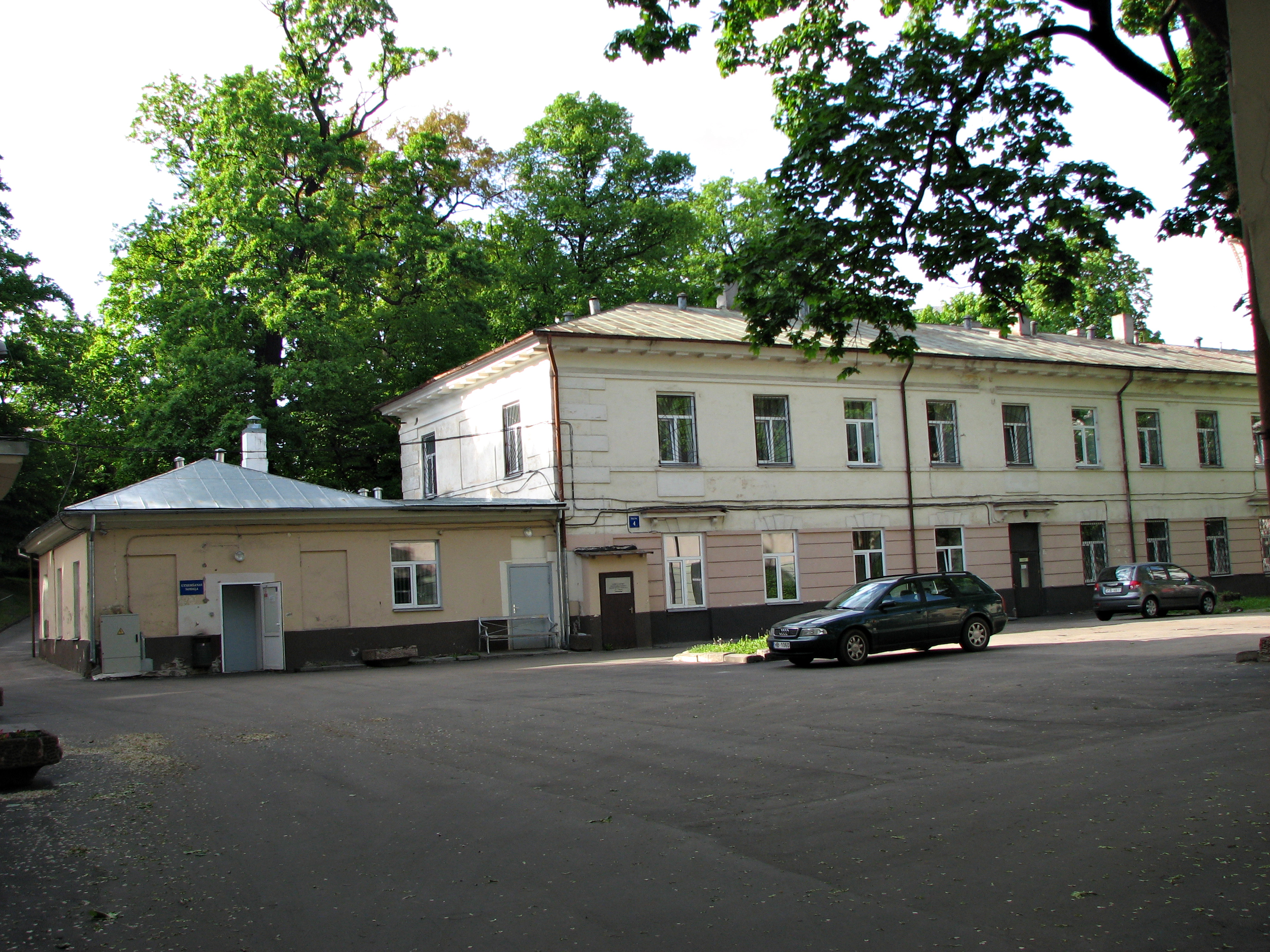
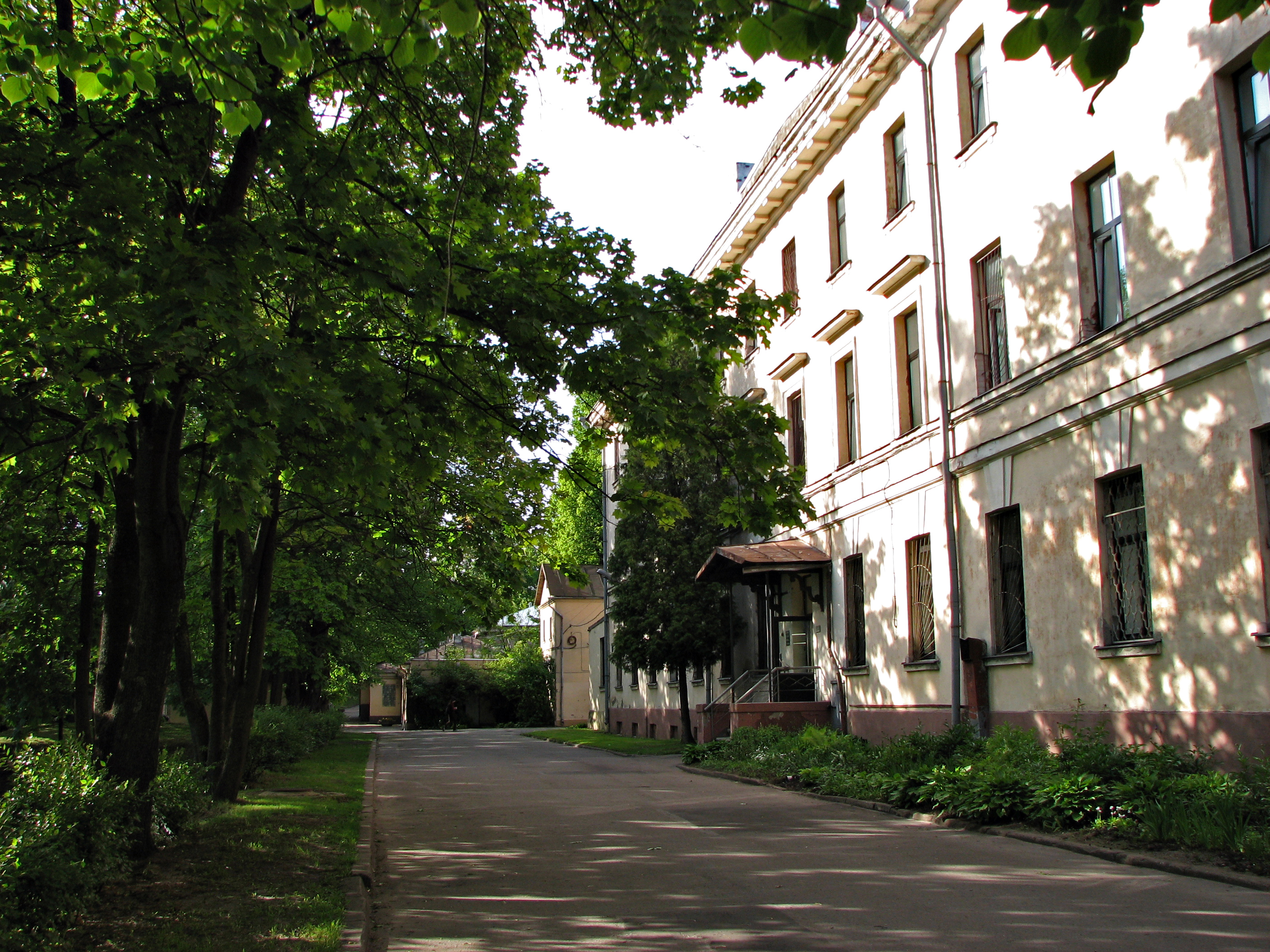
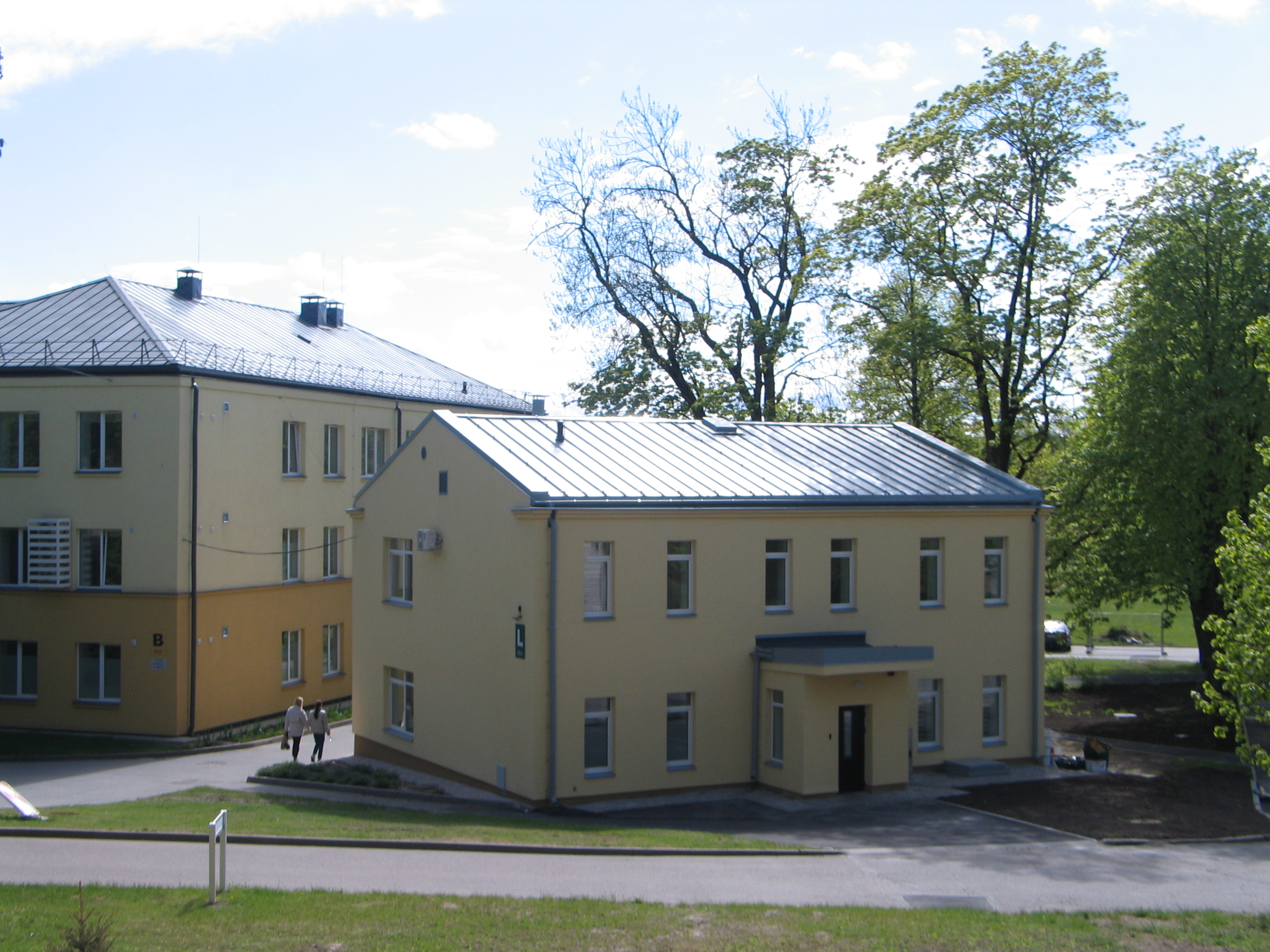
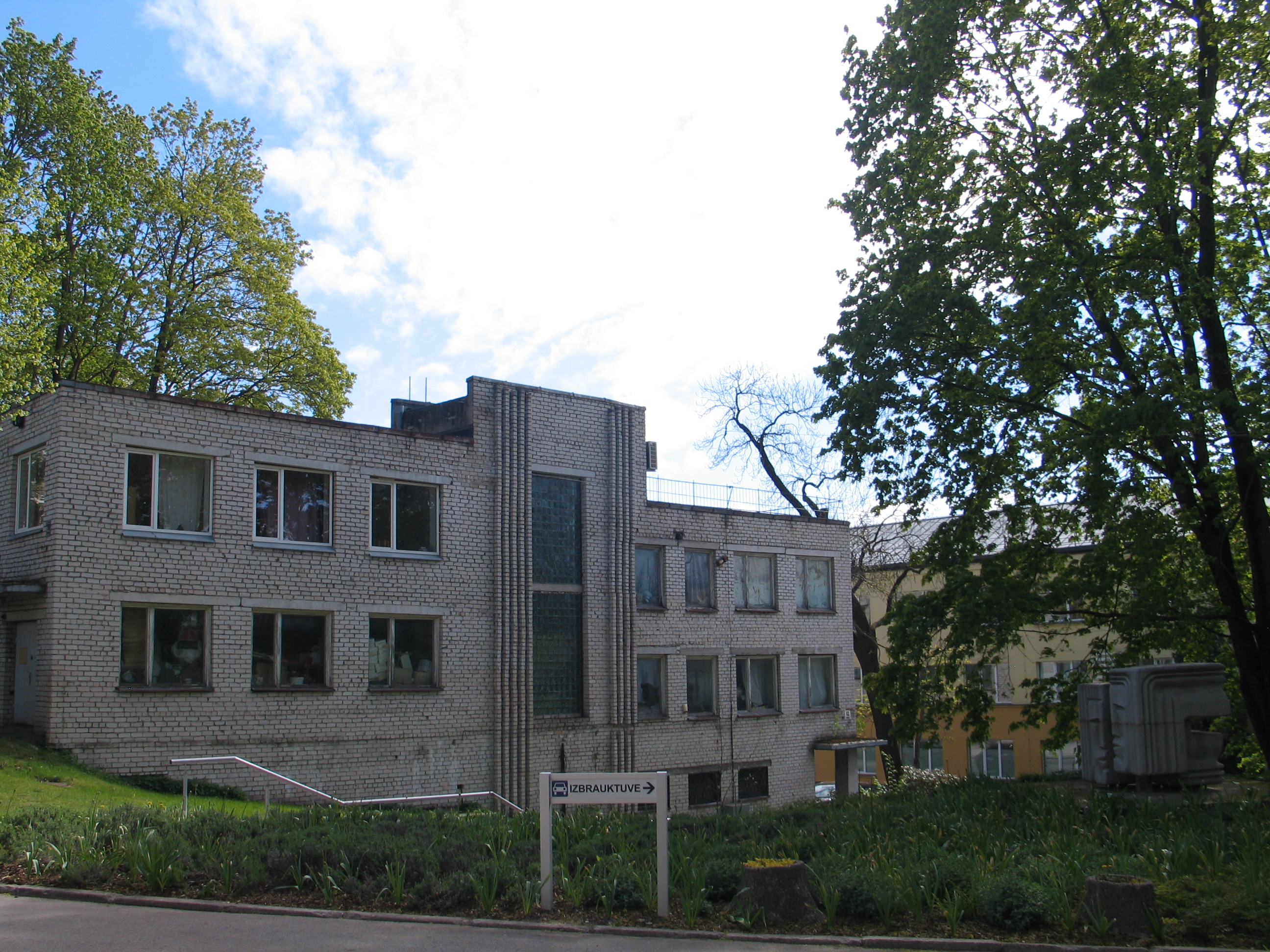